# Sancedo
Sancedo ist eine Gemeinde mit 528 Einwohnern (Stand: 2024) im nordwestlichen Zentral-Spanien in der Provinz León in der Autonomen Gemeinschaft Kastilien-León. Die Gemeinde besteht neben dem Hauptort Sancedo aus den Ortschaften Cueto und Ocero.

## Geografie
Sancedo liegt etwa 105 Kilometer westnordwestlich von León in einer Höhe von ca. 675 m. 

## Bevölkerungsentwicklung
| Jahr        | 1900 | 1950 | 1970 | 1981 | 1991 | 2001 | 2011 | 2021 |
| ----------- | ---- | ---- | ---- | ---- | ---- | ---- | ---- | ---- |
| Einwohner   | 1092 | 1089 | 883  | 769  | 691  | 572  | 576  | 535  |
| Quelle: INE |      |      |      |      |      |      |      |      |

## Sehenswürdigkeiten

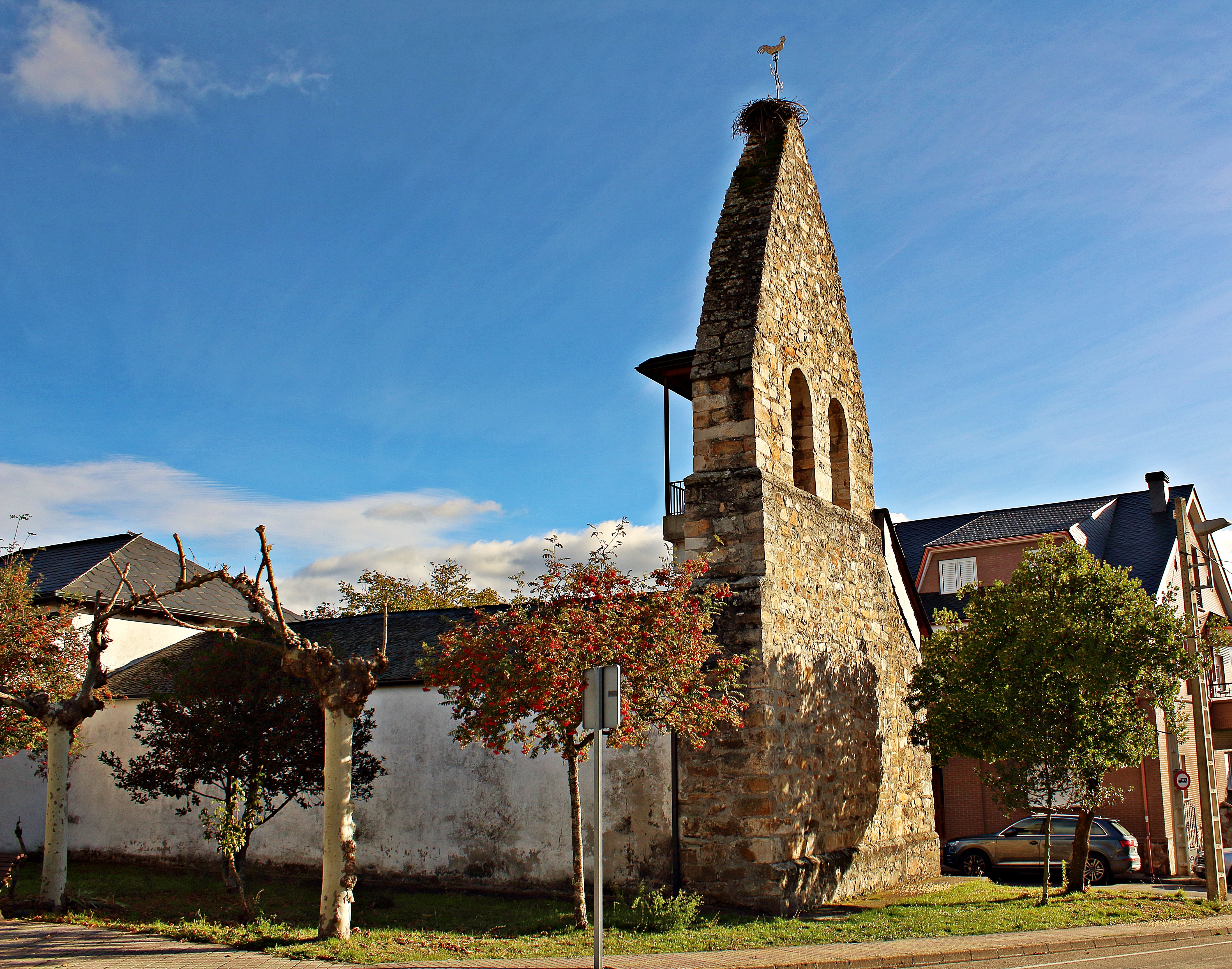
Kirche von Sancedo
- Kirche von Ocero
- Kirche Mariä Himmelfahrt in Cueto

- Kirche von Ocero